# 加塘遗址
加塘遗址，位于中国青海省互助县加定乡加塘村，为青海省市县级文物保护单位，公布日期为1988年9月7日，类型为古遗址。
加塘遗址的历史年代为半山类型、马厂类型。